# Josué Castillejos
Josué Castillejos Toledo (født 14. april 1981 i Toluca) er en mexicansk midtbanespiller som i øjeblikekt spiller for Club Universidad de Guadalajara som ligger i Liga de Ascenso.